# Portada/efemèride abril 12
Joséphine Baker
« 11 d'abril · 12 d'abril · 13 d'abril »